# Don Bosco (Tucumán)
Don Bosco es un barrio de San Miguel de Tucumán, Tucumán, Argentina. Se encuentra delimitado por la calle Thames y las avenidas Belgrano, Mitre y Mate de Luna.

## Historia
El barrio comenzó a ser poblado en el siglo XIX, con la extensión de las calles durante la intendencia de José Padilla y la delimitación de ejidos en 1821. Sobre el barrio se construyeron la primera necrópolis de Tucumán, el Cementerio del Oeste en 1872, el Hotel de Inmigrantes (actual museo de la UNT) en 1895 y el Parque Avellaneda en 1928. Asimismo en 1953 se instaló la principal institución deportiva del barrio, Central Norte con su estadio Luis Hayward. En 2014 se creó el Espacio Cultural Don Bosco, al costado de la parroquia San Juan Bosco y en 2015 fue remodelada la Plaza Bernardo de Irigoyen, principal paseo público del barrio.

## Educación
- Escuela Patricias Argentinas
- Escuela de Comercio Pte. Urquiza
- Escuela Técnica Vial Gral. Belgrano
- Escuela Media Domingo Savio
- Enet N° 3
- Instituto de Enseñanza Superior Prof. Manuel Marchetti
- Colegio Tulio García Fernandez
- Instituto Técnico Salesiano Lorenzo Massa

## Salud
- Instituto de Maternidad de Tucumán
- Vacunatorio de la Familia
- Sanatorio Central
- Instituto de Cardiología

## Transporte

### Líneas de colectivos
- Línea 4
- Línea 5
- Línea 6
- Línea 7
- Línea 8
- Línea 9
- Línea 11
- Línea 18
- Línea 118
- Línea 130
- Línea El Provincial

## Deportes
- Club Atlético Central Norte de Tucumán
- Club Unión Oeste

## Parroquias de la Iglesia católica en Don Bosco
| Arquidiócesis | Arquidiócesis de Tucumán |
| ------------- | ------------------------ |
| Parroquia     | San Juan Bosco           |